# Mireille Malot
Pour les articles homonymes, voir Malot.
Mireille Malot est une militante associative française née au XXe siècle. Elle est notamment connue comme fondatrice et présidente de L'Hippocampe, responsable d'un concours de bande dessinée et d'un festival de court-métrage pour favoriser l'inclusion des personnes en situation de handicap.

## Biographie
Mère d'une enfant polyhandicapée, atteinte du syndrome de Rett et née vers 1982, elle fonde en 2005 l'association L'Hippocampe, qui organise un concours de bande dessinée et un festival de court-métrage.
Mireille Malot fonde et préside l'Association française du syndrome de Rett et Iris Initiative puis, en 1994, elle fonde l'association Handicap Conseil. Elle devient déléguée générale de Handicap conseil et d'Iris Initiative et présidente, en Indre-et-Loire, de « Présence »,. Elle assume la fonction de membre de la mission d'étude et de conseil sur l'intégration scolaire sous le gouvernement Jospin. En juillet 2001 elle remet un rapport à Jack Lang et Ségolène Royal sur l'inclusion des enfants avec handicap à l'école : L'aide humaine à l'intégration scolaire des élèves handicapés, qui contient une vingtaine de propositions. À la suite de ce rapport, 1000 postes d'auxiliaires de vie scolaire sont créés, « des emplois-jeunes gérés par le tissu associatif » - ce qui est insuffisant. Malot préconise également une formation accrue pour les enseignants face au handicap d'un élève.
Pour sensibiliser le public au polyhandicap, elle passe par la bande dessinée avec l'aide d'Yves Poinot, alors président du festival d'Angoulême. Le livre, intitulé La Grande Journée, est signé Jean-Louis Fonteneau et Marie-Noëlle Pichard et distribué par Iris Initiative (1997). Par la suite, La Grande journée est adapté en spectacle, au théâtre d'Angoulême avec le concours d'Howard Buten.
Dans le sillage de l'album La Grande Journée, l'association organise chaque année, en marge du festival d'Angoulême, un concours de bande dessinée pour les artistes en situation de handicap. Yves Poinot, alors président du festival d'Angoulême, fonde un partenariat : il soutient depuis 1998 l'association Handicap Conseil pour décerner les prix. En 1998, sous l'égide d'Iris Initiative a lieu le premier concours de dessins collectifs, adressé aux jeunes avec handicap qui ont entre 6 et 14 ans dans 40 départements et présidé par Edmond Baudoin. En 2004, Frank Margerin rejoint l'association. À long terme, cet évènement a permis à des artistes de devenir dessinateurs professionnels et de travailler pour des entreprises.
À partir de 2009, L'Hippocampe organise à Nîmes un festival de vidéos, « Métiers et handicaps », afin de favoriser l'inclusion des personnes en situation de handicap dans les entreprises. Le festival vise à « sensibiliser les DRH et les managers au handicap ».
En partenariat avec l'Adapei Charente et le Pôle Image Magelis, l'Hippocampe fonde en 2012, avec le concours de l'atelier du Marquis, l'Esat Images Arts graphiques. Il permet d'accompagner des artistes en situation de handicap. Il s'agit d'une initiative pionnière.

## Ouvrage
- La Grande journée les enfants polyhandicapés (idée originale), scénario de Jean-Louis Fonteneau, dessin de Marie-Noëlle Pichard, publié par Iris Initiative, éd. Doin, décembre 1998  (ISBN 978-2704008193) (BNF 36197491)

## Distinction
- 2004 : le Secrétaire d'État aux personnes handicapées lui décerne l'Ordre du Mérite au grade de chevalier[18].

### Documentation
- Sam Karmann, « Histoire d'une rencontre hors du commun », Les Échos,‎ 9 octobre 2017 (lire en ligne).
- Muriel Jasor, « Mireille Malot, présidente fondatrice de l'association Hippocampe : "Le festival Regards croisés est un précieux outil de sensibilisation" », Les Échos,‎ 19 novembre 2018 (lire en ligne).